# Bengt Svensson (1777–1826)
Bengt Svensson, född 28 juni 1777 i Gammalkils församling, Östergötlands län, död 16 november 1826 i Mjölby församling, Östergötlands län, var en svenska mjölnare och bonderiksdagsman.

## Biografi
Bengt Svensson föddes 1777 på Skiestad i Gammalkils socken. Han var son till bonden Sven Månsson och Kerstin Bengtsdotter. Bengt Svensson kom att arbeta som mjölnare på Mjölkulla i Mjölby socken. Han var riksdagsman för bondeståndet i Vifolka härad och Valkebo härad vid riksdagen 1809–1810. Under den tiden var han ledamot av allmänna besvärs- och ekonomiutskottet, samt 1810 ledamot i bevillningsutskottet. Bengt Svensson var riksdagsman för Vifolka härad vid den urtima riksdagen 1810. Då var han ledamot av bevillningsutskottet. Vid den urtima riksdagen 1812 representerade han Vifolka härad och Valkebo härad. Han var under den tiden ledamot i konstitutionsutskottet och statsrevisor. Bengt Svensson var sedan riksdagsman vid riksdagen 1815 och representerade Vifolka härad och Valkebo härad. Han var under den tiden ledamot av bankoutskottet. Bengt Svensson var sedan riksdagsman vid riksdagen 1817–1818 och representerade Vifolka härad och Valkebo härad. Han var under denna tiden ledamot i bevillningsutskottet och blev fullmäktig i riksgäldskontoret 9 juli 1815. Den 11 juli 1822 avsade han sig som fullmäktig i riksgäldskontoret. Bengt Svensson avled 1826 på Egeby västergård i Mjölby socken.
Bengt Svensson var nämndeman i Vifolka härad och kom senare i livet att bo på Egeby västergård i Mjölby socken.

### Familj
Bengt Svensson gifte sig 22 augusti 1800 i Mjölby socken med Anna Andersdotter (född 1767), dotter till rusthållaern Anders Olofsson och Anna Brita Nilsdotter på Hogstads skattegård i Hogstads socken. Anna Andersdotter var änka efter mjölnaren Peter Nilsson på Mjölkulla i Mjölby socken. Bengt Svensson och Anna Andersdotter fick tillsammans barnen Kristina Maria Bengtsdotter (1801–1802), Magnus Bengtsson (född 1805) och Katarina Greta Bengtsdotter (född 1808).